# (350969) Boiohaemum
(350969) Boiohaemum est un astéroïde de la ceinture principale.

## Description
(350969) Boiohaemum est un astéroïde de la ceinture principale. Il fut découvert le 27 février 2003 à l'observatoire Kleť par le projet KLENOT. Il présente une orbite caractérisée par un demi-grand axe de 3,03 UA, une excentricité de 0,18 et une inclinaison de 1,4° par rapport à l'écliptique.